# 孟密镇区
孟密镇区是缅甸掸邦孟密县下辖的一个镇区，治所位于孟密。